# Elfstedenwandeltocht
De Elfstedenwandeltocht (officieel: 11-Stedenwandeltocht) is een georganiseerde vijfdaagse wandeling langs de historische Friese elf steden. De tocht wordt sinds 1946 elk jaar gelopen in de week van Hemelvaart.
Men kan aan deze wandeltocht ook een enkele dag of drie dagen meedoen (halve tocht). Het Elfstedenwandelkruisje (vergelijkbaar met het Elfstedenkruisje) is er alleen voor de lopers van de gehele vijfdaagse. Personen die de Elfstedentocht zowel geschaatst, gefietst als gelopen hebben kunnen een brevet aanvragen. Dit wordt uitgereikt door de commissaris van de Koning van Friesland. De wandeltocht wordt door de brevetisten ervaren als de zwaarste van de drie.
| Dag       | Steden                                   | Afstand  |
| --------- | ---------------------------------------- | -------- |
| dinsdag   | Leeuwarden - Sneek - IJlst - Sloten      | 49,5 km  |
| woensdag  | Sloten - Stavoren - Hindeloopen - Workum | 44,5 km  |
| donderdag | Workum - Bolsward - Harlingen - Franeker | 41,5 km  |
| vrijdag   | Franeker - Dokkum                        | 45,8 km  |
| zaterdag  | Dokkum - Leeuwarden                      | 27 km    |
|           | Totaal                                   | 208,3 km |